# Йоахим Бельський
Бельський Йоахим (пол. Bulski, Wolski, Bielski Joachim, лат. Joachim Volscius Bilscius; біля 1540 р., с. Біла — 8 січня 1599 р., м. Краків) — автор «Польської хроніки» яко «першої шляхетської історії», королівський секретар, польський історик, письменник, поет, дипломат.

## Життєпис
Походив з роду мазовецької шляхти гербу Правдич у с. Біла (Ґміна Жонсня, Паєнчанський повіт, Лодзинське воєводство). Син Мартина Бельського й Семиковської-Окшицовни. Спочатку він навчався в парафіяльній школі в Кужелюві. Виховувався в протестантській академічної гімназії в німецькому тоді м. Бжег, з 1572 р. оселився в м. Кракові. Йоахим закінчив Краківський університет, працював у королівській канцелярії, мав доступ до державних архівів, був дипломатом, тривалий час жив в Україні.
Познайомився з державним і церковним діячем, дипломатом, подкацлером, а пізніше канцлером великим коронним королівської Польщі, єпископом Перемишльським Петром Дунін-Вольським, який став його покровителем. Зайнявся літературною творчістю. Мартин залишив низку історичних, поетичних і публіцистичних творів, написаних польською мовою, зокрема велику за обсягом «Хроніку всього світу» (1551), «Життєпис філософів» (1534), «Лицарську справу» (1569) та ін. А Йоахим суттєво переробив і доповнив батькову хроніку й видав під назвою «Польська хроніка» (Kronika Polska, 1586), згодом довів її до 1598 року.
У 1577 р. Йоахим був призначений послом короля Стефана Баторія. Супроводжував Миколуи Фірлея в поїздці до Бранденбурзького маркграфа Єжи Фредеріка та в місії до Ельблонга (середина липня 1577 р.).
У 1579 р. — учасник військового походу Стефана Баторія на Московське царство під час російсько-польської війни. Виконував обов'язки писаря військової канцелярії.
Близько 1580 року оселився в селі Бяла під Паєнчно в Серадзькій землі, зайнявся сільським господарством, одружився з Ганною Божеховською. Під час безкоролів'я в Польщі (1586—1587) його маєток було спалено. І у 1588 р. він зі своєю родиною переїхав до придбаного села Гералтовіце.
У 1588—1590 рр. став секретарëм короля Сигізмунда III Вази. На початку 1591 р. був обраний депутатом (послом) сейму від Краківської землі в Варшаві, а від 1595 р. був депутатом Коронного трибуналу.
Під час боротьби між Замойським та королем (1595) він перейшов на бік реґалістів (прихильників короля). У 1595 р. він перейшов у католицтво.

## Твори
Продовжуючи справу свого батька, в 1597 році видав у Кракові популярну в XVII—XVIII століттях історичну книгу «Хроніка польська» (пол. Kronika polska), і довів її до 1553 року.
У 1588 році видав у Кракові збірку од «лат. Carminum liber». Крім того, він автор «пол. Dalszego ciągu kroniki polskiej» про події 1587—1598 років.
Велике князівство Литовське у своїй праці він розглядав як провінцію Речі Посполитої. Перше видання хроніки щедро ілюстроване зображеннями королів, полководців, картинами битв, гербами. У ньому на великому джерельному матеріалі (праці Я.- І.Длугоша, Мєховіта, М.Кромера, М.Стрийковського, Б.Ваповського та ін., а також з українських, чеських, литовських, прусських та ін. літописів) Мартин, як і його попередники, ґрунтовно в хронологічній послідовності виклав історію та географію Польщі з найдавніших часів — від князювання Леха, Попеля, династії Пястів. Польську історію він розкриває у взаєминах з історією України, Литви, Пруссії, Чехії, Угорщини, Московії, Волощини, Ватикану, Інфлянтів та ін., вплітає в тканину хроніки окремі оповідання про ці краї, а також іншу різнорідну інформацію. Докладно описує битви з хрестоносцями, турками, татарами. Загальною канвою хроніки є історія правлінь і політики польських королів і магнатів.
Чимало місця в хроніці відведено історії України. Є в ній невелике оповідання «Про руський народ», в якому мова йде про руські племена, про перших київських князів, починаючи від Кия, Щека і Хорива. Є цінні відомості про історію Галицько-Волинського князівства, зв'язки між українськими і польськими магнатами, релігійні і культурні відносини, окремі явища. В оповіданні «Про козаків» йдеться про історію Запорозької Січі та реєстрових козаків.
Докладно змальовано укріплені козацькі острови на Дніпрі та інших річках, досить повно передано історію смерті гетьмана й князя Д.Вишневецького, є багато відомостей про Івана Підкову, його боротьбу разом із запорозькими козаками за волоський престол та страту у Львові. Детально описано повстання Косинського 1591—1593 рр. і особливо повстання Наливайка 1594—1596 рр., а також тактику ведення бою запорожцями. Вказано на важливу роль козаків у захисті України від постійних спустошливих татаро-турецьких нападів. Хроніка містить багато кількісних даних про людські жертви й матеріальні втрати українців від степових кочовиків, від стихійних лих.
До цієї хроніки, складеної з патріотичних польсько-шляхетських позицій, охоче зверталися українські літописці XVII—XVIII ст. Як цінне історичне джерело її використовують всі українські історики XIX—XX ст., які досліджують історію козацтва й України.
- Encomiasticon id est laudes Illustrissimi Principis… Georgii Pii (1572);
- Istulae convivium in nuptiis Stephani I regis (1576);
- In obitum… D. J. Balassi, liberi baronis de Giamrat (1577);
- Proteus de clade Gedanensium insigni in Prussia circa pagum Rokitki (1577);
- Satyra in quendam Dantiscanum (1577);
- Carmen gratulatorium in ingressum Plocensem… Petro Dunino Volscio (1578);
- Carminum liber I (1588);
- Pieśń nowa o szczęśliwej potrzebie pod Byczyną (1588);
- Monodia na pogrzeb św. pamięci Stefana I (1588);
- Naeniae in funere divi Stephani I (1588);
- Pamiątka p. Jakubowi Strusowi, staroście chmielnickiemu… nie bez żalu napisana(1589);
- Epithalamion Serennissimo Sigismundo III (1592);
- Genethliacon Najasniejszego Władysława, krolewica polskiego i szwedzkiego (1592);
- Kronika polska Marcina Bielskiego nowo przez Joachima Bielskiego, syna jego, wydana (1597).